# Faïence de Salins
 (octobre 2023).
Si vous disposez d'ouvrages ou d'articles de référence ou si vous connaissez des sites web de qualité traitant du thème abordé ici, merci de compléter l'article en donnant les références utiles à sa vérifiabilité et en les liant à la section « Notes et références ».

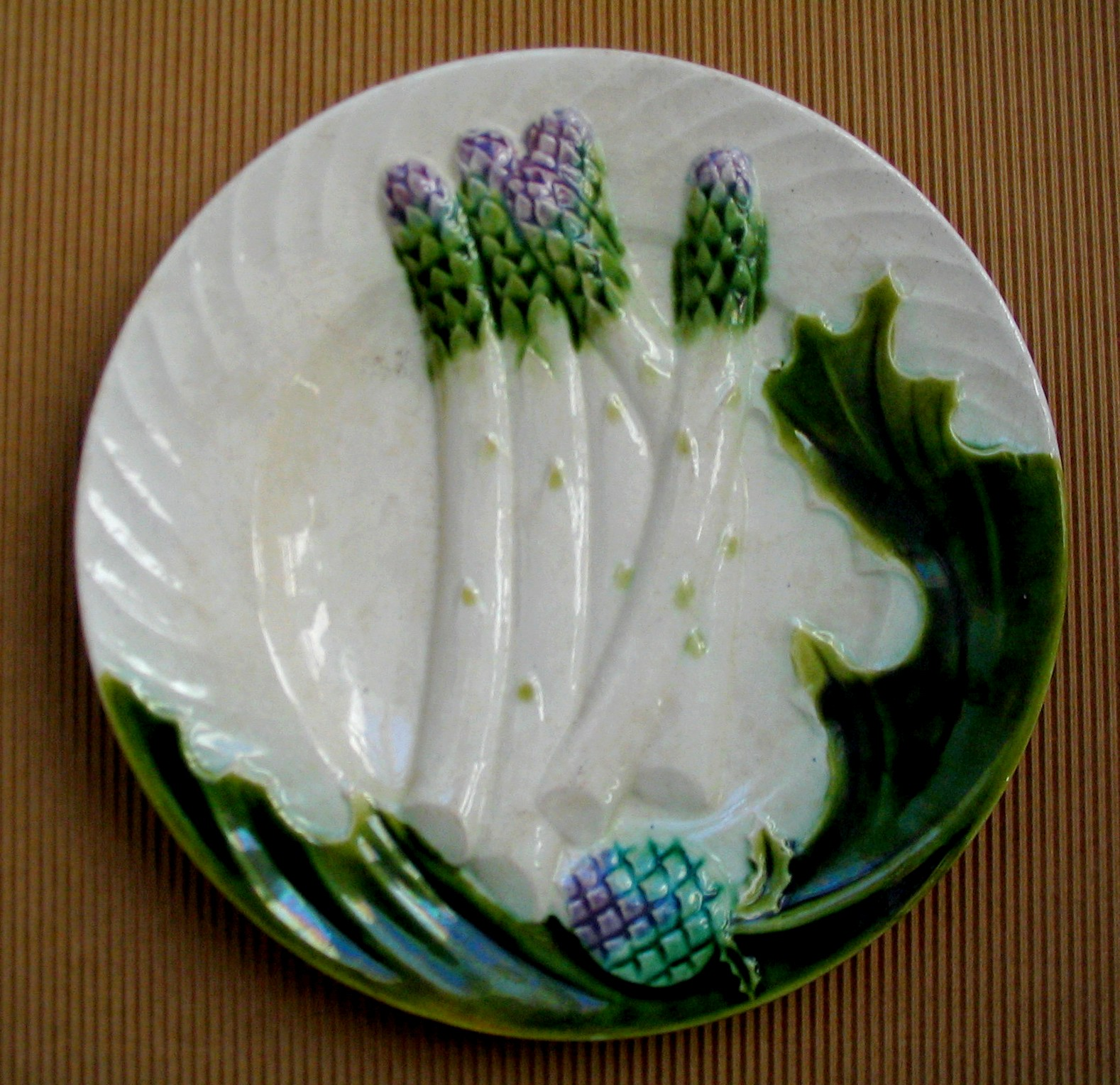
Assiette en faïence à décor moulé en relief. Salins-les-Bains, fin XIX.

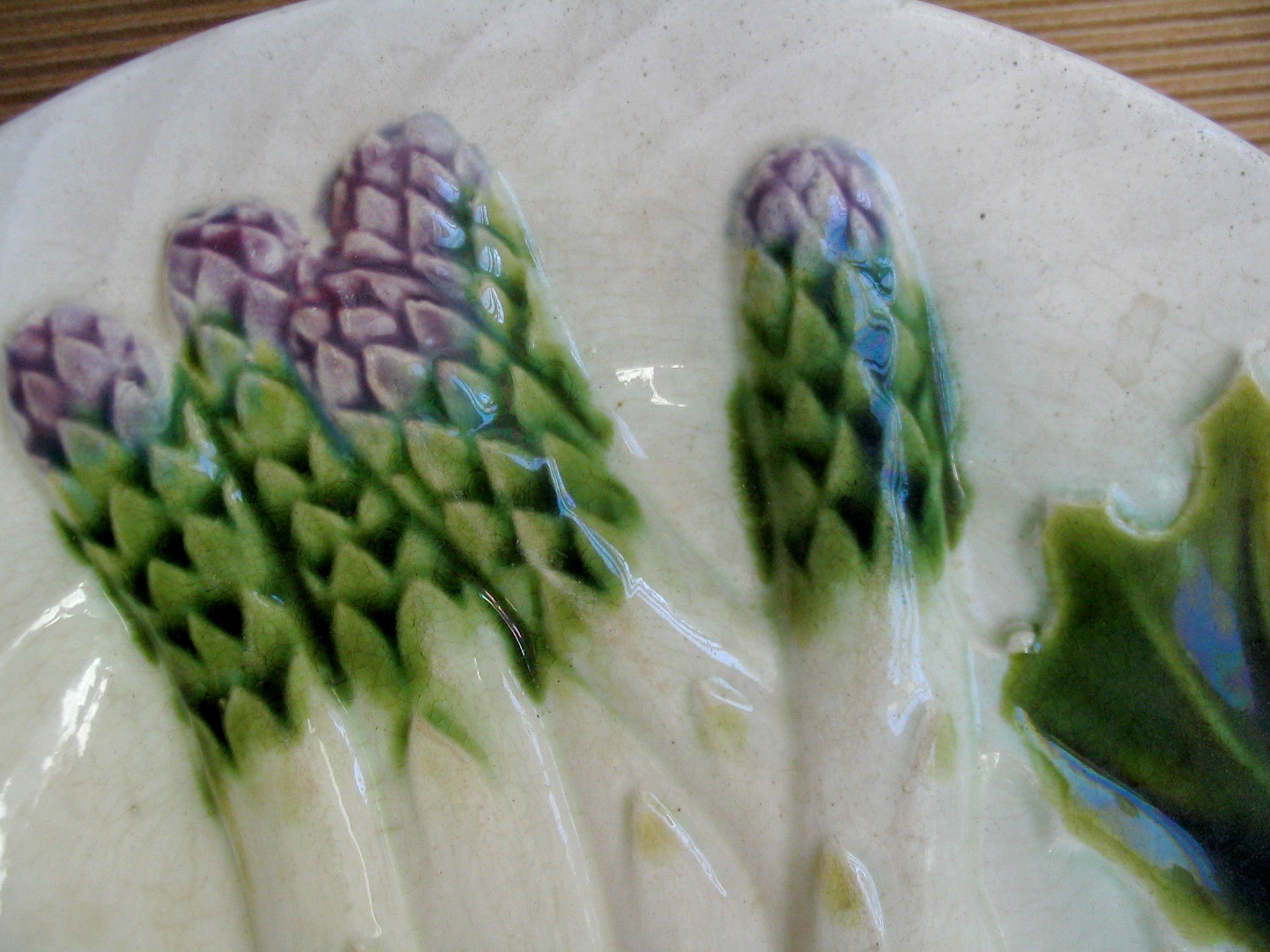
Détail du décor.

La faïence de Salins est une production céramique débutée en 1857 dans la ville française de Salins-les-Bains en Franche-Comté.

## Historique
Occupant initialement l'ancien couvent des Capucins vendu après la Révolution comme bien national, la première faïencerie, dite des Capucins, est installée en 1857 par Moniotte et Granger, deux faïenciers de Nans-sous-Sainte-Anne. Une usine plus appropriée est construite en 1858. La force hydraulique est fournie par la rivière Furieuse et le nouveau chemin de fer offre des conditions de transport idéales pour la manufacture.
En 1862, la fabrique, en difficulté par manque de force hydraulique, est rachetée par  son chimiste François Bourgeois et le faïencier Joseph Page et se spécialise dans la faïence fine.
En 1885, Page s'associe à Claude François Rigal venant de la faïencerie de Clairefontaine en Haute-Saône. Ce dernier amène avec lui la technique des émaux ombrants (brevetée par Paul-Charles-Amable de Bourgoing à partir du procédé de lithophanie) qui permet l’introduction de la couleur dans la faïencerie salinoise. Rigal fait venir des ouvriers qualifiés de l’extérieur. Les décors imprimés, mais peu soignés, se généralisent. La faïence fine est améliorée par l'introduction du feldspath extrait près de Moissey ; elle devient proche de la porcelaine. La faïencerie, agrandie par l'acquisition de sa voisine (Cornu) et modernisée par l'installation de turbines pour produire l'électricité, emploie 120 ouvriers en 1889.
Les progrès émanent du fils de Claude Rigal, Maurice, qui va visiter plusieurs usines de céramiques (Longchamp, Sarreguemines, Gien, Sèvres...) et  même des établissements anglais. Il fait venir Victor Ameline décorateur de Sèvres passé par la faïencerie de Clairfontaine, qui améliore les techniques de décoration (pochoir, report de gravures).
Durant la deuxième moitié du XIXe siècle et le début du XXe siècle, la faïencerie de Salins produit de nombreux modèles de céramique domestique et de services décorés.
Édouard Charbonnier, fils du directeur de la faïencerie de Longchamp en Côte-d'Or, prend en 1912 la direction de la manufacture de Salins, dont il devient propriétaire. Sous sa direction, la manufacture, victime d'un incendie en 1920, acquiert une nouvelle notoriété, couronnée en 1925 par une médaille d'or à l’exposition internationale des arts décoratifs et industriels modernes de Paris. Pierre Charbonnier, son fils, poursuit l'activité en modernisant l'usine.
La manufacture emploie 230 ouvriers en 1936 et poursuit sa production sous la direction des héritiers Charbonnier.
La faïencerie de Salins est intégrée à partir de 1968 dans la société des Faïenceries de Sarreguemines, avant de se spécialiser dans la céramique sanitaire. La production de vaisselle en faïence courante est arrêtée en 1988, celle des articles de haut de gamme en 1998.

## Caractères stylistiques
Les faïenceries de Salins-les-Bains se spécialisèrent au cours de la première partie du XXe siècle dans les services de table et la faïence domestique. Une large gamme de modèles, populaires et abordables, furent ainsi créés, avec un souci constant de la qualité et de l'élégance du dessin.

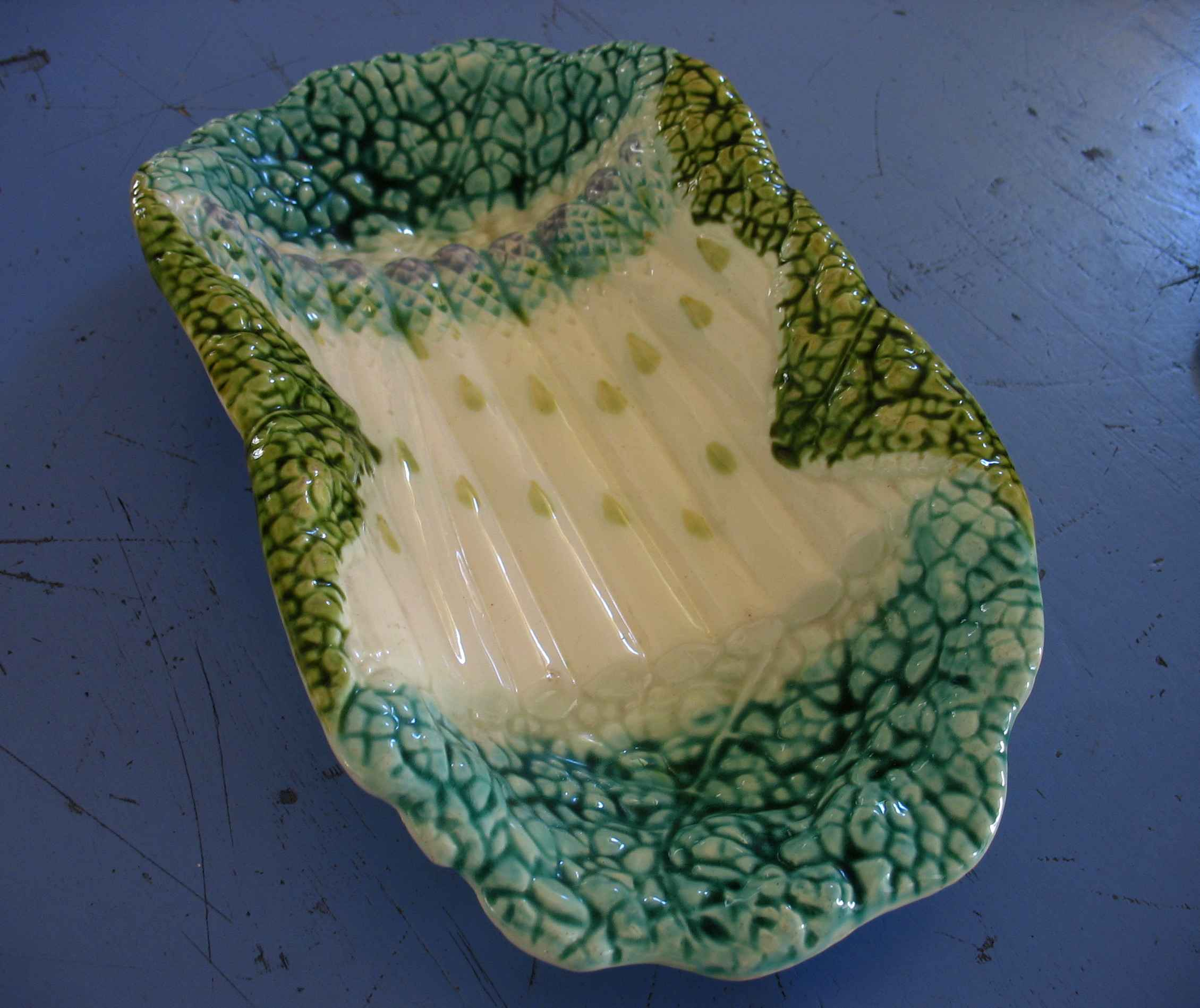
Plat en faïence moulé et émaillé à décor d'asperges en relief, Salins, fin XIXe siècle.